# Guanozin-trifosfat guanililtransferaza
Guanozin-trifosfat guanililtransferaza (EC 2.7.7.45, diguanozin tetrafosfatna sintetaza, GTP-GTP guanililtransferaza, Gp4G sintetaza, guanozin trifosfat-guanozo trifosfat guanililtransferaza) je enzim sa sistematskim imenom GTP:GTP guanililtransferaza. Ovaj enzim katalizuje sledeću hemijsku reakciju
2 GTP {\displaystyle \rightleftharpoons } difosfat + P1,P4-bis(5'-guanozil) tetrafosfat
Ovaj enzim takođe deluje u manjoj meri na GDP i formira P1,P3-bis(5'-guanozil) trifosfat.

## Literatura
- Nicholas C. Price; Lewis Stevens (1999). Fundamentals of Enzymology: The Cell and Molecular Biology of Catalytic Proteins (Third изд.). USA: Oxford University Press. ISBN 019850229X.
- Eric J. Toone (2006). Advances in Enzymology and Related Areas of Molecular Biology, Protein Evolution (Volume 75 изд.). Wiley-Interscience. ISBN 0471205036.
- Branden C; Tooze J. Introduction to Protein Structure. New York, NY: Garland Publishing. ISBN 0-8153-2305-0.
- Irwin H. Segel. Enzyme Kinetics: Behavior and Analysis of Rapid Equilibrium and Steady-State Enzyme Systems (Book 44 изд.). Wiley Classics Library. ISBN 0471303097.
- William P. Jencks (1987). Catalysis in Chemistry and Enzymology. Dover Publications. ISBN 0486654605.

## Spoljašnje veze
- Guanosine-triphosphate+guanylyltransferase на 